# Олимпийский комитет Алжира
Олимпийский комитет Алжира (араб. اللجنة الأولمبية الجزائرية‎, фр. Comité Olympique Algérien, англ. Algerian Olympic Committee) — организация, представляющая Алжир в международном олимпийском движении. Основан 18 октября 1963 года, официально зарегистрирован в МОК 27 января 1964 года. 
Штаб-квартира расположена в Алжире. Является членом Международного олимпийского комитета, Ассоциации национальных олимпийских комитетов Африки и других международных спортивных организаций. Осуществляет деятельность по развитию спорта в Алжире.
В настоящее время комитет возглавляет Рашид Ханифи, пост генерального секретаря занимает Зеху Гхидуш.